# Heringen/Helme
Heringen/Helme è una città con status di Landgemeinde di 4 698 abitanti della Turingia, in Germania.
Appartiene al circondario (Landkreis) di Nordhausen (targa NDH) ed è parte della comunità amministrativa (Verwaltungsgemeinschaft) del Goldene Aue.
Dal 1º dicembre 2010 ha incorporato come frazioni i comuni di Auleben, Hamma, Uthleben e Windehausen.

## Geografia fisica
Nel territorio comunale di Heringen/Helme il fiume Zorge sfocia nella Helme.

## Collegamenti esterni

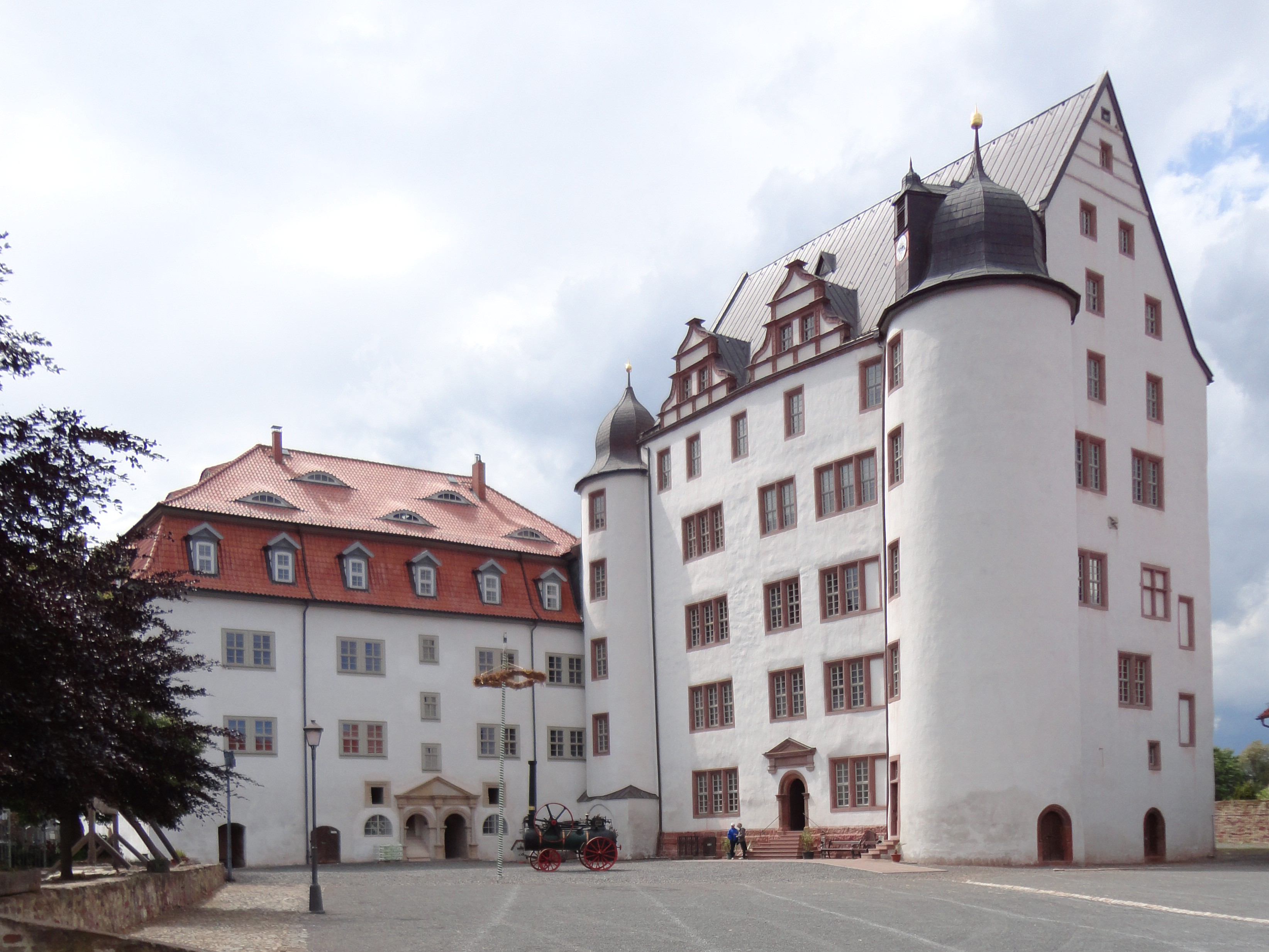
Castello di Heringen (2015)